# Theophile von Bodisco
Theophile Magda Eugenie von Bodisco, geborene von Wistinghausen, Pseudonyme J. von Playe und Magda Kaarsen (* 15. März 1873 in Reval, Russisches Kaiserreich; † 17. Juni 1944 in Bad Schachen bei Lindau), war eine deutschbaltische Schriftstellerin und Journalistin.

## Leben
Bodisco wurde als Tochter des evangelisch-lutherischen, deutschbaltisch-russischen Arztes und Verwaltungsbeamten Karl Alexander von Wistinghausen (1826–1883) und seiner Frau Nikolette Adelheid (Adele) Anna Theophile (1849–1922), geborene Gräfin Stenbock und Enkelin von Henriette Kant (1783–1850), einer Nichte Immanuel Kants, in Reval geboren. Ihre Kindheit brachte sie in Reval, auf dem Herrensitz ihres Großvaters Karl Magnus Graf Stenbock in Kolk sowie in Dorpat zu. In dem klassizistischen Herrenhaus an der Küste Estlands wohnte zeitweise auch ihr Cousin, der Schriftsteller Eric Graf Stenbock (1860–1895). 
Nach ersten mütterlichen Unterweisungen und einem Hausunterricht bei einer Hauslehrerin, der den Beginn ihrer schulischen Ausbildung markierte, besuchte sie eine private Töchterschule II. Ordnung, die ihre Schülerinnen für das Hauslehrerexamen qualifizierte. Dort geschlossene erste Freundschaften, unter anderem zur Malerin Susa Walter, hielt sie bis ins Alter aufrecht. Von ihrem persönlichen Plan, sich nicht konfirmieren zu lassen, sah sie auf inständiges Bitten ihrer Mutter ab. An der Seite ihrer Mutter reiste sie in die Schweiz und nach Italien. Weitere Reisen unternahm sie nach Finnland, Sankt Petersburg und Moskau. 
Alsbald entdeckte sie ihr Interesse an der Schriftstellerei, der sie sich professionell widmen wollte. Unter dem Pseudonym „J. von Playe“ erschien 1890 ihre erste Erzählung in der Revalschen Zeitung. 
Am 5. Juli 1896 heiratete sie den Juristen und Landesbeamten Eduard Michael von Bodisco (1863–1940), Urenkel des russischen Admirals Nikolaus (Nikolai) von Bodisco (1756–1815). Ihm gebar sie die Söhne Boris (1897–1973) und Modest (1899–1961) sowie die Tochter Beatrice Theophile Anna (verheiratete von Cossel, 1903–1999). Der Institution Ehe als „andere Lebensebene“ reserviert gegenüberstehend konnte sie eine innere Freiheit bewahren. Vor dem Ersten Weltkrieg gelang es ihr, eine bekannte Autorin zu werden, deren Romane im S. Fischer Verlag und im Gebrüder Paetel Verlag erschienen und zwischen 1912 und 1924 das deutschbaltische Milieu literarisch beschrieben. 
Im Dezember 1918 floh sie vor der Roten Armee aus Reval nach Berlin, wo sie sich in den Jahren 1891 bis 1914 bereits in längeren Intervallen aufgehalten hatte. Nach dem Weltkrieg ging sie 1920 wieder nach Reval, damals die in Tallinn umbenannte Hauptstadt des unabhängigen Estland, doch 1927 kehrte sie mit ihrem Gatten endgültig in die deutsche Reichshauptstadt zurück, wo sie auch in den Jahren 1922/1923 gelebt hatte. Dort arbeitete sie als Journalistin für die Deutsche Rundschau, die Deutsche Allgemeine Zeitung und die Vossische Zeitung. In den 1920er Jahren schrieb sie Zeitungsromane und Artikel. 1931 bis 1939 lebte sie in Blankenburg, ab 1939 wieder in Berlin. Nachdem sie während des Zweiten Weltkriegs in einer Berliner Bombennacht 1943 ihre Wohnung verloren und sich zu ihrer Tochter an den Bodensee begeben hatte, schied sie am 17. Juni 1944 durch Suizid aus dem Leben. Ihre Memoiren erschienen 1997 unter dem Titel Versunkene Welten.

## Themen und Stil
Bodiscos Romane schildern aus konservativer deutschbaltischer Perspektive die abgeschlossene, patriarchalisch und literarisch geprägte geistige Welt des baltischen Adels und des Bildungsbürgertums, in der die Existenz einer estnischen Bevölkerung im erzählerischen Hintergrund eines idyllischen Heimatbildes verbleibt. Die estnische Landschaft wurde von ihr als Teil einer synästhetisch dargestellten Naturwelt beschrieben, oft dadurch, dass sie die über viel Muße verfügenden Figuren ihrer Erzählungen und Romane lang anhaltende Blicke aus Fenstern werfen oder ausgedehnte Spaziergänge unternehmen ließ. Ihr literarischer Stil ist von dem ebenfalls baltischen Impressionisten Eduard von Keyserling geprägt.

## Werke (Auswahl)
- Über tragische Schuld. Vortrag. Erschienen in: Baltische Monatsschrift № 1/1906, S. 203–230
- Glückseligkeit. Vortrag. Erschienen in: Baltische Monatsschrift № 1/1909, S. 60–79
- Im Hause des alten Freiherrn, 1913, Roman (Digitalisat auf den Dspace-Seiten der Universitas Tartuensis)
- Das Kirchspiel von St. Lucas, 1915, Roman
- Aus einer verklingenden Welt, 1921, Roman (Digitalisat auf den Dspace-Seiten der Universitas Tartuensis; Digitalisat des Abdrucks in der Deutschen Rundschau Januar–März und April/Mai 1920 im Internet Archive)
- Dostojewski als religiöse Erscheinung, 1921. In: Theologische Literaturzeitung, 47. Jahrgang (1922), Nr. 4 (Digitalisat auf den Dspace-Seiten der Universitas Tartuensis)
- Dorothee und ihr Dichter. Ein kleiner Roman. Gebrüder Paetel Verlag, Berlin 1924
- Der eingebildete Kranke, Spiel nach Molière, als Schattenspiel inszeniert, 1925
- Olga und die Geistringer. Roman. In 34 Folgen erschienen in: Rigasche Rundschau № 42 (21. Februar 1925) bis № 75 (2. April 1925)
- Lüge im Lindenbaum. Novelle. In fünf Folgen erschienen in: Rigasche Rundschau № 35 (13. Februar 1926) bis № 39 (18. Februar 1926)
- Also sprach Auguste. Erzählung. In vier Folgen erschienen in: Rigasche Rundschau № 87 (21. April 1927) bis № 90 (24. April 1927)
- Der Schweinehirt, nach dem gleichnamigen Märchen von Hans Christian Andersen, als Schattenspiel inszeniert, 1927
- Prinzessin und Zentaur. Roman. In 25 Folgen erschienen in: Rigasche Rundschau № 203 (11. September 1931) bis № 227 (9. Oktober 1931)
- Versunkene Welten. Erinnerungen einer estländischen Dame, hrsg. von Henning von Wistinghausen, Anton H. Konrad Verlag, Weißenhorn 1997